# Ołeksandr Pyszczur
Ołeksandr Witalijowycz Pyszczur, ukr. Олександр Віталійович Пищур (ur. 26 stycznia 1981 roku w Czernihowie) – ukraiński piłkarz, grający na pozycji napastnika.

## Kariera piłkarska

### Kariera klubowa
W 2001 rozpoczął karierę w białoruskim klubie Dniapro-Transmasz Mohylew. W 2004 powrócił do Ukrainy, gdzie został piłkarzem Metalista Charków. Po występach w klubach Worskła-Naftohaz Połtawa i Zakarpattia Użhorod w 2005 przeszedł do Wołyni Łuck. Kiedy klub spadł do Pierwszej Lihi, piłkarz przeniósł się do Zorii Ługańsk, ale po zakończeniu sezonu latem 2007 powrócił do Wołyni, w której został najlepszym piłkarzem i królem Pierwszej Lihi. We wrześniu 2009 podpisał kontrakt z MFK Rużomberk. W maju 2010 w jednym z meczów pchnął sędziego za co Słowacki Związek Piłki Nożnej dyskwalifikował go na 8 miesięcy. Potem powrócił do Wołyni i podpisał z klubem kontrakt. Jednak 3 miesiące nie grał czekając na zgodę ze słowackiej strony. Dopiero 24 października 2010 ponownie wyszedł na boisko w meczu z Dynamem Kijów. 26 sierpnia 2011 przeniósł się do Tawrii Symferopol, ale już 11 listopada 2011 za obopólną zgodą kontrakt został anulowany, po czym był zmuszony powrócić do Wołyni, tak jak nie mógł grać więcej niż w 2 klubach podczas jednego sezonu. 9 stycznia 2012 roku ponownie podpisał kontrakt z Wołynią. W czerwcu 2012 został zaproszony przez byłego trenera Wołyni Witalija Kwarcianego do Krywbasa Krzywy Róg, ale już w lipcu po odejściu trenera był zmuszony również odejść. Na początku sierpnia 2012 został wypożyczony do Obołoni Kijów. Podczas przerwy zimowej sezonu 2012/13 wyjechał do Uzbekistanu, gdzie został piłkarzem Bunyodkoru Taszkent. Na początku stycznia 2015 po wygaśnięciu kontraktu opuścił Uzbekistan. 21 lutego 2015 podpisał kontrakt z FK Taraz. 18 stycznia 2016 przeszedł do Navbahoru Namangan. 10 lipca 2016 powrócił do FK Taraz. W 2017 przeszedł do uzbeckiego Sho'rtan G'uzor. We wrześniu 2017 jako wolny agent wrócił do Wołyni Łuck.

## Sukcesy i odznaczenia

### Sukcesy klubowe
- mistrz Uzbekistanu: 2013
- zdobywca Pucharu Uzbekistanu: 2013
- zdobywca Superpucharu Uzbekistanu: 2014

### Sukcesy indywidualne
- najlepszy piłkarz Pierwszej Lihi: 2009
- król strzelców (22 goli) Pierwszej Lihi: 2009
- król strzelców (19 goli) Mistrzostw Uzbekistanu: 2013